# Indywidualne Mistrzostwa Świata w Long Tracku 1986
Indywidualne Mistrzostwa Świata na długim torze 1986

## Wyniki
- 14 września 1986 r. (niedziela),  Pfarrkirchen

| Msc. | Zawodnik         | Kraj              | Pkt  |  |  |
| ---- | ---------------- | ----------------- | ---- |  |  |
| 1    | Erik Gundersen   | Dania             | 25   |  |  |
| 2    | Peter Collins    | Wielka Brytania   | 18+5 |  |  |
| 3    | Marcel Gerhard   | Szwajcaria        | 18+4 |  |  |
| 4    | Gerd Riss        | RFN               | 17   |  |  |
| 5    | Hans Nielsen     | Dania             | 14   |  |  |
| 6    | Karl Maier       | RFN               | 11   |  |  |
| 7    | Bernd Diener     | RFN               | 10   |  |  |
| 8    | Kai Niemi        | Finlandia         | 10   |  |  |
| 9    | Petr Vandírek    | Czechosłowacja    | 9    |  |  |
| 10   | Shawn Moran      | Stany Zjednoczone | 8    |  |  |
| 11   | Hans Otto Pingel | RFN               | 8    |  |  |
| 12   | Emil Sova        | Czechosłowacja    | 8    |  |  |
| 13   | Phil Collins     | Wielka Brytania   | 5    |  |  |
| 14   | Heinrich Diener  | RFN               | 4    |  |  |
| 15   | Roland Dannö     | Szwecja           | 4    |  |  |
| 16   | Pavel Karnas     | Czechosłowacja    | 4    |  |  |
| 17   | Trevor Banks     | Wielka Brytania   | 3    |  |  |
| 18   | Alois Wiesböck   | RFN               | 0    |  |  |